# Afonso de Lancaster
Afonso de Lancaster (1597-1654) va ser un noble portuguès
Fou fill de la tercera dinastia del Duc d'Aveiro, descendent de l'infant Jordi de Lencastre, de sang reial. També va ser besnet del rei Joan II de Portugal. Alfonso, era major de Portugal i capità general de les galeres reials de Felip IV de Castella. L'any 1642, per compensar-lo del que havia perdut a Portugal en defensa seva, se li va concedir el títol de Duc d'Abrantes. També disposava dels títols de Marquès de Porto Seguro i Marquès de Sardoal.